# Хемопнеумоторакс
Хемопнеумоторакс  је стање у коме се у грудној шупљини истовремено налазе и ваздух (пнеумоторакс) и крв (хемоторакс). Хемоторакс, пнеумоторакс или хемопнеумоторакс, као  комбинација оба ова стања могу настати услед повреде плућа или грудног коша.

## Етиологија
Плеурални простор се налази анатомски између висцералног листа, који је чврсто везана за плућа, и паријеталног листа који је чврсто причвршћена за зид грудног коша (или ребарне и међуребарне мишиће, мишићи између ребара). Плеурални простор садржи плеуралну течност. Ова течност држи два плаурална листа заједно под површинским напоном, онолико колико и кап воде између два стаклена листића и спречава њихово раздвајање. Због тога, када међуребарни мишићи померају грудни кош ка споља, плућа се такође извлаче, смањујући притисак у плућима и увлачећи ваздух у бронхије, када „удахнемо“. Плеурални простор се одржава у константном стању негативног притиска (у поређењу са атмосферским притиском).
Ако је зид грудног коша, а тиме и плеурални простор, пробијен, крв, ваздух или обоје могу ући у плеурални простор. Ваздух и/или крв продиру у овај простор да би изједначили притисак са атмосферским. Као резултат ових промена, функција течности је поремећена и две мембране се више не лепе једна за другу. Када се грудни кош помери, он више не вуче плућа са собом. Тако се плућа не могу проширити, притисак у плућима никада не пада и ваздух се не увлачи у бронхије. Дисање није могуће, а захваћено плућно крило, које има много еластичног ткива,  се смежура, односно долази до колапса плућа.

## Дијагноза
Код повреде или трауме грудног коша, лекар може наручити рендгенски снимак грудног коша како би се утврдило да ли се течност или ваздух накупљају у грудној шупљини.
Могу се обавити и други дијагностички тестови за даљу процену стања течности око плућа, на пример компјутеризована томографија грудног коша или ултразвук грудног коша, који ће показати количину течности и њену тачну локацију.

## Терапија
Терапија овог стања је истоветна  као и код хемоторакс и пнеумоторакса независно, а заснива се цевној торакостомији (уметању грудног дрена кроз рез направљен између ребара, у интеркостални простор). Уметнута грудна цев одвод крви и ваздуха из плеуралног простора како би се она вратила у стање негативног притиска и омогућила нормално функционисање плућа.
У склопу терапије обично је потребна операцијом затвориле све повреде (нпр. убод, окрајци сломљених ребра)  које су проузроковале улазак крви и ваздуха у плуралну шупљину  .